# Мухаџир џамија
 Мухаџир џамија је џамија која се налази у Суботици. Изграђена је 2008. године и прва је изграђена џамија на простору Војводине у претходна 2 века.

## Опште информације
Исламска заједница у Суботици је почела са прикупљањем документације о изградњи ове џамије средином двехиљадитих година, а званични радови на изградњи џамије почели су 2007. Градња је текла брзо, а у новембру 2007. године подигнут је минарет џамије.
Део средства за изградњу ове џамије дошао је из Новог Пазара, помоћ је стигла и из Саудијске Арабије, Сарајева, и Исламске заједнице Београда. Било је и појединачне помоћи, јер су верници из Београда обезбедили новац за минарет, а сликари из Турске су дошли да осликају џамију.
Џамија је свечано отворена 24. августа 2008. године. Поред тога што је прва направљена џамија на простору Војводине у новије доба, ова џамија је први исламски објекат који је након више од два века изграђен на магистралном путу од Софије до Будимпеште.
Свечано ју је отворио тадашњи муфтија санџачки Муамер Зукорлић и главни донат из Турске, Мехмед Јилмаз. Свечаности је присуствовало и око 150 верника који подржавају муфтију Зукорлића, као и представници министарства вера, локалне самоуправе, дипломатског кора и многобројни донатори.
Мухаџир, по чему џамија носи име на арапском језику представља углавном досељенике муслиманске вере, а везује и за потурице са Балкана.
Године 2020. објављена је монографија под називом „Мухаџир џамија” која кроз слику и текст казује о изградњи ове богомоље и о животу и обичајима Исламске заједнице у Србији.